# Edmund Fanning
Edmund Fanning (* 16. Juli 1769 in Stonington, Colony of Connecticut; † 23. April 1841 in New York City) war ein deutschstämmiger US-amerikanischer Entdecker, Forscher und Handelsreisender im Pazifik.
Bereits im Alter von 14 Jahren fuhr er zum ersten Mal zur See. Im Auftrag einer Handelsgesellschaft führte er von 1797 bis 1798 eine sehr lukrative Expedition durch. Im Verlauf der Reise handelte er an der Küste von Chile mit einer Schiffsladung von Schmuckstücken und Seehundfellen und tauschte diese gegen wertvolle chinesische Waren bei Guangzhou ein. Anschließend kehrte er über das Kap der guten Hoffnung zurück.
Während seiner Expeditionen entdeckte Fanning einige Inseln, die nach ihm selbst Fanning Island (heute Tabuaeran) oder von ihm, etwa nach dem damaligen US-Präsidenten Washington Island (heute Teraina), benannt sind. Auch das Palmyra-Atoll wurde von Fanning entdeckt.
Überzeugt von den Gewinnen, die man mit Handel in den Südsee-Gewässern erzielen kann, wurde Fanning Vertreter für eine Gruppe New Yorker Kaufleute, überwachte über 70 Expeditionen und nahm an einigen von ihnen selber teil. Er reiste 1833 um die Welt, wobei er den Fokus auf einige weniger bekannte Teile der Welt legte.
So nahm er etwa 1800 bis 1801 an einer Expedition nach Südgeorgien teil und nahm dort 57.000 Felle von Pelzrobben an Bord.
Nach Fanning sind das Kap Fanning in der Antarktis und der Gebirgskamm Fanning Ridge auf Südgeorgien benannt.